# 런인펑
런인펑 (任 胤 蓬, 1999년 9월 12일 ~ )은 중국의 가수, 첼리스트이다. 소속사는 와지지와 엔터테인먼트이다.
2020년부터 중화인민공화국의 밴드 결성 프로젝트 서바이벌 프로그램 《명일지자 악단기》에 참가하여 활동하고 있다.

## 생애
런인펑은 중국 충칭시에서 태어났다. 외동 아들이다. 2020년 명일지자 출연으로 첫 무대 〈Lemon〉을 하고 많이 떨었던 것 같다는 평을 받았지만 덩쯔치의 제안으로 오우양나나와 〈리베르탱고〉를 즉석에서 첼로로 연주했다. 잘생긴 외모와 큰 키로 주목을 받았다.

## 활동

### 2020년: 데뷔
〈명일지자 슈퍼밴드〉에 개인 첼로로 지원하여 우씽과 은하계악단 팀을 이루었다. 그 후에 현재 은하계악단 멤버들이 합류하면서 지금의 은하게악단 멤버들로 구성이 되었고, TOP4에서 그치게 되었다. 〈명일지자 슈퍼밴드〉가 끝나고 난 뒤 정식 데뷔를 하지 못한 은하계악단과 와지지와 엔터테인먼트가 계약 후 2020년 9월 12일, 정식 데뷔하게 되었다.

### 2021년: 활동
2021년 1월 15일 은하계악단 음원을 발매한 후 장쟈위엔, 푸쓰차오와 함께 2월 17일〈창조영 2021〉에 참가하였다. 4월 24일, 장쟈위엔, 푸쓰차오와 함께 파이널에 진출하였다. 장쟈위엔은 INTO1으로 데뷔하였으나 아쉽게도 푸쓰차오와 함께 최종 탈락하였다.

### 프로그램
| 일시                             | 방송사        | 제목            | 비고   |
| 2020년 7월 ~ 2021년 9월          | 텐센트 비디오 | 《명일지자》    | 참가자 |
| 2021년 2월 17일－2021년 4월 24일 | 텐센트 비디오 | 《창조영 2021》 | 참가자 |

#### 명일지자악단기
| 회차    | 팀명                  | 곡명                         | 영상링크  |
| 1화(下) | 개인 평가             | 《Lemon》                    | 무대 영상 |
| 2화     | 银河系乐团            | 《我的舞台》                 | 무대 영상 |
| 4화     | 银河系乐团            | 《追光者》                   | 무대 영상 |
| 6화     | 银河系乐团 & 덩쯔치   | 《我走后的夜与昼》           | 무대 영상 |
| 8화(上) | 银河系乐团            | 《隔着银河的距离，我们相遇》 | 무대 영상 |
| 8화(下) | 银河系乐团 & 정나이신 | 《Forever Young》            | 무대 영상 |
| 9화     | 银河系乐团 & 마쟈치   | 《Don’t Break My Heart》     | 무대 영상 |

#### 창조영 2021
| 편수 | 순위 | 등락      | 표 수 （응원도） | 등급  | 비고      |
| 2화  | 5위  | 순위 진입 | 표 수 미공개     | C→A→F |           |
| 3화  | 5위  | ▬         | 표 수 미공개     | C→A→F |           |
| 4화  | 9위  | ▼ 4       | 표 수 미공개     | C→A→F |           |
| 5화  | 10위 | ▼ 1       |                  | C→A→F |           |
| 6화  | 13위 | ▼ 3       | 표 수 미공개     | C→A→F |           |
| 7화  | 17위 | ▼ 4       |                  | C→A→F |           |
| 8화  | 20위 | ▼ 1       | 표 수 미공개     | C→A→F |           |
| 9화  | 22위 | ▼ 2       |                  | C→A→F |           |
| 10화 | 19위 | ▲ 3       |                  | C→A→F | 최종 탈락 |